# Evarcha amabilis
Evarcha amabilis är en spindelart som först beskrevs av Koch C.L. 1846.  Evarcha amabilis ingår i släktet Evarcha och familjen hoppspindlar. Inga underarter finns listade i Catalogue of Life.